# Masato Kawaguchi
Masato Kawaguchi (født 18. juni 1981) er en tidligere japansk fodboldspiller.
Han har spillet for flere forskellige klubber i sin karriere, herunder Kyoto Purple Sanga og Albirex Niigata.